# Provinciale weg 377
De provinciale weg 377 (N377) is een provinciale weg in de Nederlandse provincies Overijssel en Drenthe tussen Hasselt en Coevorden. De weg heeft een totale lengte van circa 45 km. Vanuit Hasselt bezien bereikt men nabij De Lichtmis de oprit naar de A28. De weg loopt onder andere recht door de kernen Nieuwleusen (Den Hulst) en Balkbrug alwaar er vanaf 22 maart 2021 een onderdoorgang bij Balkbrug-Centrum is gerealiseerd, terwijl de weg lángs Dedemsvaart loopt met een viaduct ter hoogte van Dedemsvaart-Centrum.
De weg vormt een van de belangrijkere oost-westverbindingen in Overijssel. De intensiteit van het verkeer bedraagt tussen de A28 en het Rak bij Dedemsvaart rond de vijftienduizend voertuigen per dag in 2005. Verder naar het oosten daalt de verkeersintensiteit beneden de tienduizend voertuigen per dag. Het rustigste deel van de N377 ligt tussen Hasselt en de A28 met zo'n vijfduizend voertuigen per dag in 2005.

## De N377 en de Dedemsvaart
De weg volgt voor een groot deel het traject van de Dedemsvaart. Van Hasselt tot De Meele ten westen van Nieuwleusen ligt ze op noordoever van het kanaal. Van daar tot De Pol ten westen van Dedemsvaart ligt de N377 op het gedempte kanaal. Bij De Pol volgde de Dedemsvaart een wat zuidelijker route door Dedemsvaart en Lutten, terwijl de N377 rechtdoor loopt en langs de noordkant van het deel van het Ommerkanaal dat gegraven is om de watervoerende functie van de Dedemsvaart te vervangen, naar Slagharen gaat. Vanaf hier volgt ze de Lutterhoofdwijk, een zijtak van de Dedemsvaart naar Coevorden. Door de N377 heeft het globale tracé van de Dedemsvaart een vervoersfunctie behouden. Langs de Dedemsvaart van Lichtmis tot aan Lutten en vandaar vanaf Slagharen langs de Lutterhoofdwijk naar Coevorden lag tot 1947 ook de Stoomtramlijn van de Dedemsvaartsche Stoomtramweg-Maatschappij.

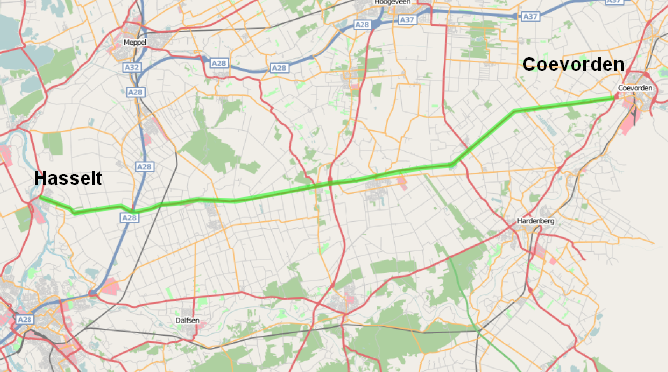
Detailkaart traject

N23 · N34 · N224 · N225 · N229 · N233 · N271 · N301 · N302 · N303 · N304 · N305 · N306 · N307 · N308 · N309 · N310 · N311 · N312 · N313 · N314 · N315 · N316 · N317 · N318 · N319 · N320 · N322 · N323 · N324 · N325/A325 · N326/A326 · N327 · N329 · N330 · N331 · N332 · N333 · N334 · N335 · N336 · N337 · N338 · N339 · N340 · N341 · N342 · N343 · N344 · N345 · N346 · N347 · N348/A348 · N349 · N350 · N351 · N352 · N375 · N377

N418 · N701 · N702 · N703 · N704 · N705 · N706 · N707 · N708 · N709 · N710 · N711 · N712 · N713 · N714 · N715 · N716 · N717 · N718 · N719 · N720 · N727 · N731 · N732 · N733 · N734 · N735 · N736 · N737 · N738 · N739 · N740 · N741 · N742 · N743 · N744 · N745 · N746 · N747 · N748 · N749 · N750 · N751 · N752 · N753 · N754 · N755 · N756 · N757 · N758 · N759 · N760 · N761 · N762 · N763 · N764 · N765 · N766 · N768 · N781 · N782 · N783 · N784 · N785 · N786 · N787 · N788 · N789 · N790 · N791 · N792 · N793 · N794 · N795 · N796 · N797 · N798 · N800 · N801 · N802 · N803 · N804 · N805 · N806 · N810 · N811 · N812 · N813 · N814 · N815 · N816 · N817 · N818 · N819 · N820 · N821 · N822 · N823 · N824 · N825 · N826 · N827 · N830 · N831 · N832 · N833 · N834 · N835 · N836 · N837 · N838 · N839 · N840 · N841 · N842 · N843 · N844 · N845 · N846 · N847 · N848 · N852 · N855

Cursief vermelde wegen zijn voormalige provinciale wegen.
N34 · N46 · N351 · N353 · N354 · N355 · N356 · N357 · N358 · N359 · N360 · N361 · N362 · N363 · N364 · N365 · N366 · N367 · N368 · N369 · N370 · N371 · N372 · N373 · N374 · N375 · N376 · N377 · N378 · N379 · N380 · N381 · N382 · N383 · N384 · N385 · N386 · N387 · N388 · N390 · N391 · N392 · N393 · N398

N851 · N852 · N853 · N854 · N855 · N856 · N857 · N858 · N860 · N861 · N862 · N863 · N865 · N910 · N913 · N917 · N918 · N919 · N924 · N927 · N928 · N962 · N963 · N964 · N966 · N967 · N969 · N972 · N973 · N974 · N975 · N976 · N977 · N978 · N979 · N980 · N981 · N982 · N983 · N984 · N985 · N986 · N987 · N988 · N989 · N990 · N991 · N992 · N993 · N994 · N995 · N996 · N997 · N998 · N999

Cursief vermelde wegen zijn voormalige provinciale wegen.